# Belknap Motor Company
Belknap Motor Company war ein US-amerikanischer Hersteller von Automobilen.

## Unternehmensgeschichte
Das Unternehmen hatte seinen Sitz in Portland in Maine. W. H. Chapman entwickelte ein Elektroauto, das zwischen 1899 und 1901 als Chapman vermarktet wurde.

## Fahrzeuge
Ein Modell war der Auto Buggy. Er hatte zwei einzelne Elektromotoren mit 0,5 PS Leistung, die jeweils ein Hinterrad antrieben. Die Räder waren 32 Zoll groß. Die offene Karosserie bot Platz für ein bis zwei Personen. Die Reichweite war mit 32 bis 80 km angegeben. Dies war abhängig von der Belastung und einer möglichen Zusatzbatterie. Das Leergewicht betrug nur 163 kg.
Andere Aufbauten wurden zumindest angeboten, auch wenn unklar ist, ob sie auch tatsächlich produziert wurden.